# 미얀마의 종교
미얀마의 종교 (2014년 미얀마 인구 조사)
미얀마 (버마)는 불교도가 다수인 국가로 기독교도들과 더불어 다른 종교 집단들이 상당 수 거주하고 있다.
불교는 미얀마 문화의 일부를 이루고 있다. 미얀마 헌법 제361조에서는 "미얀마 연방은 연방의 시민 대다수가 속해있는 불교에 대해 특별한 지위를 인정한다"라고 밝히고 있다.
2014년 인구 조사에 따르면 불교는 인구의 89.8%가 따르는 우세 종교이며, 특히나 버마족, 라카인족, 샨족, 몬족, 중국인 집단에 주로 따른다. 버마족은 또한 불교의 이름으로 버마의 민속신앙을 따른다. 2008년 미얀마 헌법은 종교의 자유에 대해 명시하고 있으나 또한 미얀마의 정권이 마음대로 이 권리를 제한할 수 있는 광범위한 예외 사항들을 부여하고 있다.
소수 민족 집단들은 기독교 (6.3%, 특히 친족, 카친족, 카렌족 등에서), 이슬람교 (2.3%, 특히  로힝야족, 말레이족, 중국계 미얀마인, 인도계 미얀마인 등에서), 힌두교 (0.5%, 특히 인도계 미얀마인) 등을 따른다.
낫 신앙이 미얀마에서 흔하다. 낫은 유명한 영적 존재들이며 이 나라 어디서나 이들의 성소들을 단독으로 또는 불교 사원의 일부로서 찾아 볼 수 있다. 낫 신앙은 미안야 불교와 관계가 있으며 37개에 이르는 낫들에 대한 만신전이 존재한다.

## 통계 자료
참조: 버마의 이슬람교도 수치는 두 가지로 나뉜다. 하나는 버마 시민권자가 아니라고 여겨진 자들을 무시한 수치와 이들을 포함한 수치이다. 미얀마 정부가 실시한 인구 조사에 따르면, 인구에서 비 버마 시민권자들을 제외할 경우, 이슬람교인 수치는 전체 인구의 2.3%까지 낮아진다.
| 종교 집단  | 1973년 인구 % | 1983년 인구 % | 2014년 인구 % |
| ---------- | ------------- | ------------- | ------------- |
| 불교       | 88.8%         | 89.4%         | 89.8%         |
| 기독교     | 4.6%          | 4.9%          | 6.2%          |
| 이슬람교   | 3.9%          | 3.9%          | 2.3%          |
| 힌두교     | 0.4%          | 0.5%          | 0.5%          |
| 부족 종교  | 2.2%          | 1.2%          | 0.8%          |
| 그 외 종교 | 0.1%          | 0.1%          | 0.2%          |
| 무종       | n/a           | n/a           | 0.1%          |

### 주/도별 종교
불교는 모든 /따잉데따찌와 가인주, 가친주, 몬주, 샨주, 꺼야주 등에서 우세 종교이다. 대부분의 버마족, 샨족, 몬족, 라카인족, 카렌족 그리고 미얀마의 많은 민족 집단 등은 상좌부 불교를 따른다. 일부 중국인들은 대승불교를 따른다.
기독교는 친주에서 우세 종교이다. 그리고 가친주, 꺼야주에도 상당한 수의 기독교 인구가 있다. 대부분의 친족, 카친족, 카야족 등이 기독교를 따른다.
| 주/도      | 불교        | %     | 기독교    | %     | 이슬람교    | %     | 애니미즘  |      | 힌두교    | %    | 그 외 종교 |      | 무종교   |      | 미기재   |      | 합계        |
| ---------- | ----------- | ----- | --------- | ----- | ----------- | ----- | --------- | ---- | --------- | ---- | ---------- | ---- | -------- | ---- | -------- | ---- | ----------- |
| 에야워디도 | 5,699,665명 | 92.2% | 388,348명 | 6.3%  | 84,073명    | 1.4%  | 459명     | 0%   | 5,440명   | 0.1% | 6,600명    | 0.1% | 244명    | 0%   | 0명      | 0%   | 6,184,829명 |
| 베쿠도     | 4,550,698명 | 93.5% | 142,528명 | 2.9%  | 56,753명    | 1.2%  | 4,296명   | 0.1% | 100,166명 | 2.1% | 12,687명   | 0.3% | 245명    | 0%   | 0명      | 0%   | 4,867,373명 |
| 친주       | 62,079명    | 13%   | 408,730명 | 85.4% | 690명       | 0.1%  | 1,830명   | 0.4% | 106명     | 0%   | 5,292명    | 1.1% | 74명     | 0%   | 0명      | 0%   | 478,801명   |
| 가친주     | 1,050,610명 | 62.2% | 555,037명 | 32.9% | 26,789명    | 1.6%  | 3,972명   | 0.2% | 5,738명   | 0.3% | 474명      | 0%   | 221명    | 0%   | 46,600명 | 2.8% | 1,689,441명 |
| 꺼야주     | 142,896명   | 49.9% | 131,237명 | 45.8% | 3,197명     | 1.1%  | 5,518명   | 1.9% | 269명     | 0.1% | 3,451명    | 1.2% | 59명     | 0%   | 0명      | 0%   | 286,627     |
| 가인주     | 1,271,766명 | 80.8% | 142,875명 | 9.1%  | 68,459명    | 4.3%  | 1,340명   | 0.1% | 9,585명   | 0.6% | 10,194명   | 0.6% | 107명    | 0%   | 69,753명 | 4.4% | 1,574,079명 |
| 머궤도     | 3,870,316명 | 98.8% | 27,015명  | 0.7%  | 12,311명    | 0.3%  | 3,353명   | 0.1% | 2,318명   | 0.1% | 1,467명    | 0%   | 275명    | 0%   | 0명      | 0%   | 3,917,055명 |
| 만달레도   | 5,898,160명 | 95.7% | 65,061명  | 1.1%  | 187,785명   | 3%    | 188명     | 0%   | 11,689명  | 0.2% | 2,301명    | 0%   | 539명    | 0%   | 0명      | 0%   | 6,165,723명 |
| 몬주       | 1,901,667명 | 92.6% | 10,791명  | 0.5%  | 119,086명   | 5.8%  | 109명     | 0%   | 21,076명  | 1%   | 1,523명    | 0.1% | 141명    | 0%   | 0명      | 0%   | 2,054,393명 |
| 네피도     | 1,123,036명 | 96.8% | 12,293명  | 1.1%  | 24,030명    | 2.1%  | 20명      | 0%   | 516명     | 0%   | 286명      | 0%   | 61명     | 0%   | 0명      | 0%   | 1,160,242명 |
| 라카인주   | 2,019,370명 | 63.3% | 36,791명  | 1.2%  | 1,118,731명 | 35.1% | 2,711명   | 0.1% | 9,791명   | 0.3% | 759명      | 0%   | 654명    | 0%   | 0명      | 0%   | 3,188,807명 |
| 저가잉도   | 4,909,960명 | 92.2% | 349,377명 | 6.6%  | 58,987명    | 1.1%  | 89명      | 0%   | 2,793명   | 0.1% | 2,928명    | 0.1% | 1,213명  | 0%   | 0명      | 0%   | 5,325,347명 |
| 샨주       | 4,755,834명 | 81.7% | 569,389명 | 9.8%  | 58,918명    | 1%    | 383,072명 | 6.6% | 5,416명   | 0.1% | 27,036명   | 0.5% | 24,767명 | 0.4% | 0명      | 0%   | 5,824,432명 |
| 떠닝따이도 | 1,231,719명 | 87.5% | 100,758명 | 7.2%  | 72,074명    | 5.1%  | 576명     | 0%   | 2,386명   | 0.2% | 567명      | 0%   | 321명    | 0%   | 0명      | 0%   | 1,408,401명 |
| 양곤도     | 6,697,673명 | 91%   | 232,249명 | 3.2%  | 345,612명   | 4.7%  | 512명     | 0%   | 75,474명  | 1%   | 7,260명    | 0.1% | 1,923명  | 0%   | 0명      | 0%   | 7,360,702명 |

## 불교

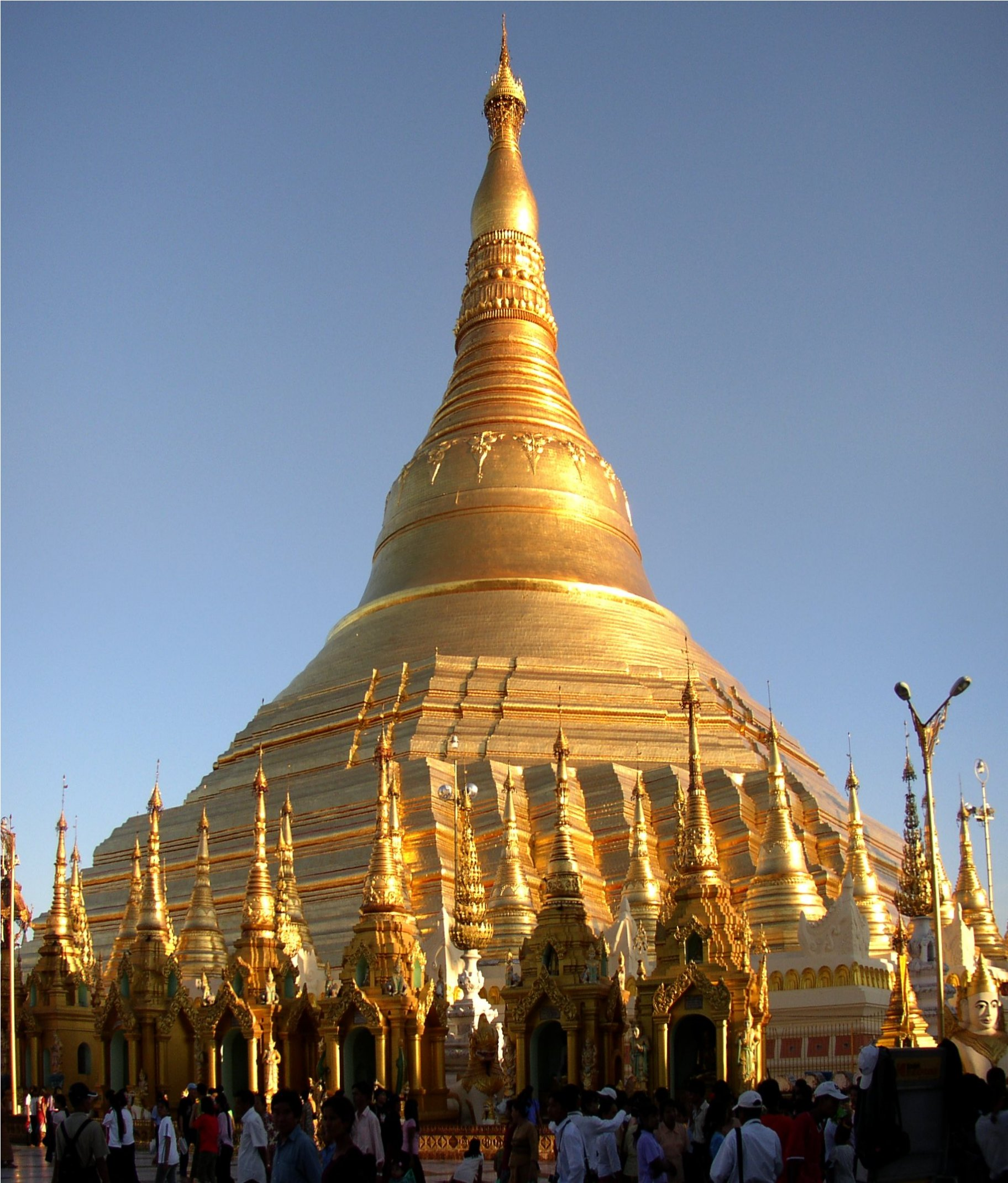
미얀마에서 가장 경외받는 파고다인 양곤의 슈웨다곤 파고다

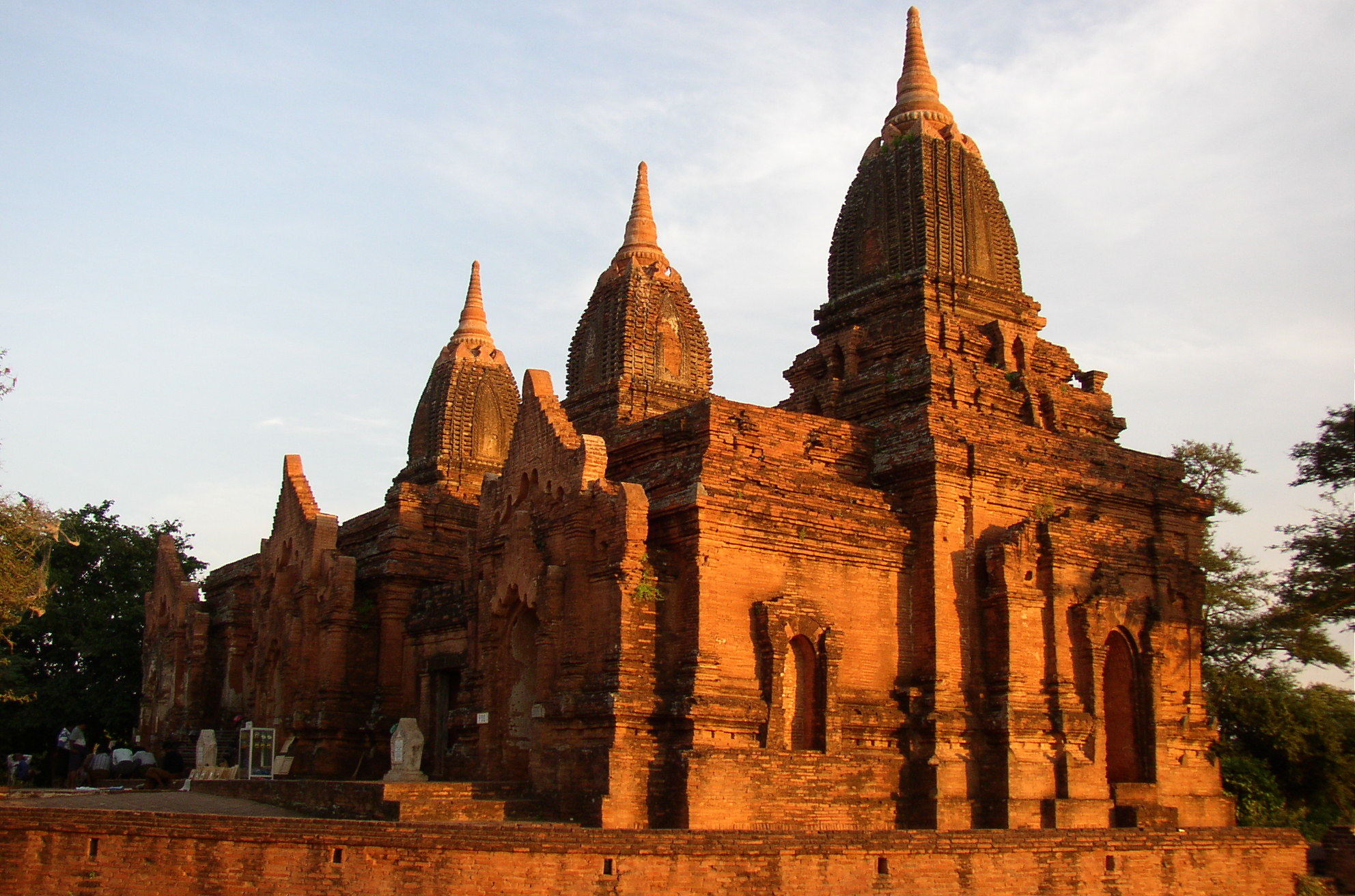
몬족의 양식으로 지어진 파야톤주 사원.

미얀마의 불교는 전체 인구의 약 90%가 따르고 있는 상좌부 불교가 우세적이다. 인구에 따른 수도사들 비율 및 종교에 사용한 지출 비율로 보면 가장 열성적인 불교 국가이다.
불교 신자들은 미얀마의 우세 민족 집단들인 버마족, 샨족, 라카인족, 몬족, 카렌족, 그리고 미얀마 사회에 동화된 중국인 등에서 주로 발견된다. 승가라는 이름으로 총칭하여 알려진 수도승들은 미얀마 사회에서 공경받는 이들이다. 버마족, 샨족 등을 포함한 미얀마의 여러 민족 집단들에서, 상좌부 불교는 수도회와 결합되어 행해지고 있고 (니까야 불교와 혼동 주의) 그 중에 가장 유명한 곳은 상좌부 수도승들의 87%가 속하는 쑤담마 니카야 수도회이다. 대승불교는 오늘날에는 비교적 덜 대중적이며, 주로 중국계가 따른다. 한편, 대승불교나 탄트라 불교와 관련성을 띠는 아리불교 같은 경우에 11세기 이전 미얀마 북부에서 우세적인 불교 교파였다.
미얀마의 불교는 최소한 3세기 때로 거슬러 올라가며 상미얀마의 몽족과 나가르주나콘다, 탐바팜니디파의 남인도의 왕들과 접촉이 이뤄졌다고 여겨진다. 몇 세기 뒤에 쓰여진 전설상 그리고 사료상의 내용들은 특히 2500년 전 슈웨다곤 파고다의 건설에 대한 전통적인 기록에서서는, 석가모니 생애 때까지 거슬러 올라가는 접촉이 있었다고 주장한다. 초기 몬주 지역과 쀼 지역은 11세기 스리랑카 및 남인도와 접촉을 하며 불교의 중심지가 되었는데, 이때 바간의 왕 아나우라타가 이 지역을 정복한 뒤 상좌부 불교로 개종하고 아리 불교를 몰아냄과 동시에 전통적인 나트 신앙을 미얀마 역사와 문화의 핵심적 일부가 될 새로운 상좌부 불교에 결합시켜냈다.
미얀마의 대부분 사람들이 불교를 분명하게 따르고 있음에도, 불교들은 종교의 자유에 대한 불만을 토로하고 있다. 민주 카렌 불교군은 카렌의 불교도들이 마네플로의 재건 및 보수를 거부하자 주요 카렌 민족주의 단체인 카렌 민족 동맹(KNU)에서 떨어져 나왔다. 또한 KNU의 최고 지도층들은 카렌족의 약 65&가 불교도들임에도 기독교인들로 이뤄져 있다.
많은 수도사들이 2007년 사프란 혁명에 참여했고 정부의 치안 안정 병력에 체포되었다고 전해진다.
불교는 미얀마에서 가장 성장세가 가파르고 우세 종교이다. 하지만, 종교 인구에 대한 모든 정보가 까다롭다. 미얀마의 사람들 다수는 자신들의 종교를 공문서와 신분 증명서에 기재를 해야만 하지만, 신자들의 수는 자료마다 많이 다르다. 미얀마 헌법은 종교의 자유에 대해 보장을 하고 있지만, 정부는 다른 종교에 대해 제한 사항들을 두고 있고 불교에 대해서는 특혜를 부여하고 있다. 사사나(Sasana, 가르침)에 대한 영속 및 전파부 및 주 상하 마하 나야카 위원회의 후원을 받는 주 등은 미얀마 내 불교를 후원하고 규제한다. 위원회는 위원회가 정해놓은 규칙과 더불어 계율, 법률 등을 어긴 승려들을 환복시키고 수도원에서 쫓아낼 수 있는 권한이 있다. 국가와 승가 사이에는 상호 간에 정당성을 부여해주는 깊은 역사적 관계가 존재하며 오랜 기간 미얀마의 불교와 정치는 불가분성을 띠고 있다.

## 기독교
기독교는 전체 인구의 6.2%가 따르며, 선교 활동의 결과로 인하여 주로 카친족, 친족 카렌족, 유라시아계 민족들이 주로 믿는다. 미얀마 기독교인들의 약 5분의 4가 개신교인들로, 특히 미얀마 침례회 소속 침례회 신자들이며, 로마 가톨릭교 신자들이 그 나머지를 이룬다.

## 힌두교

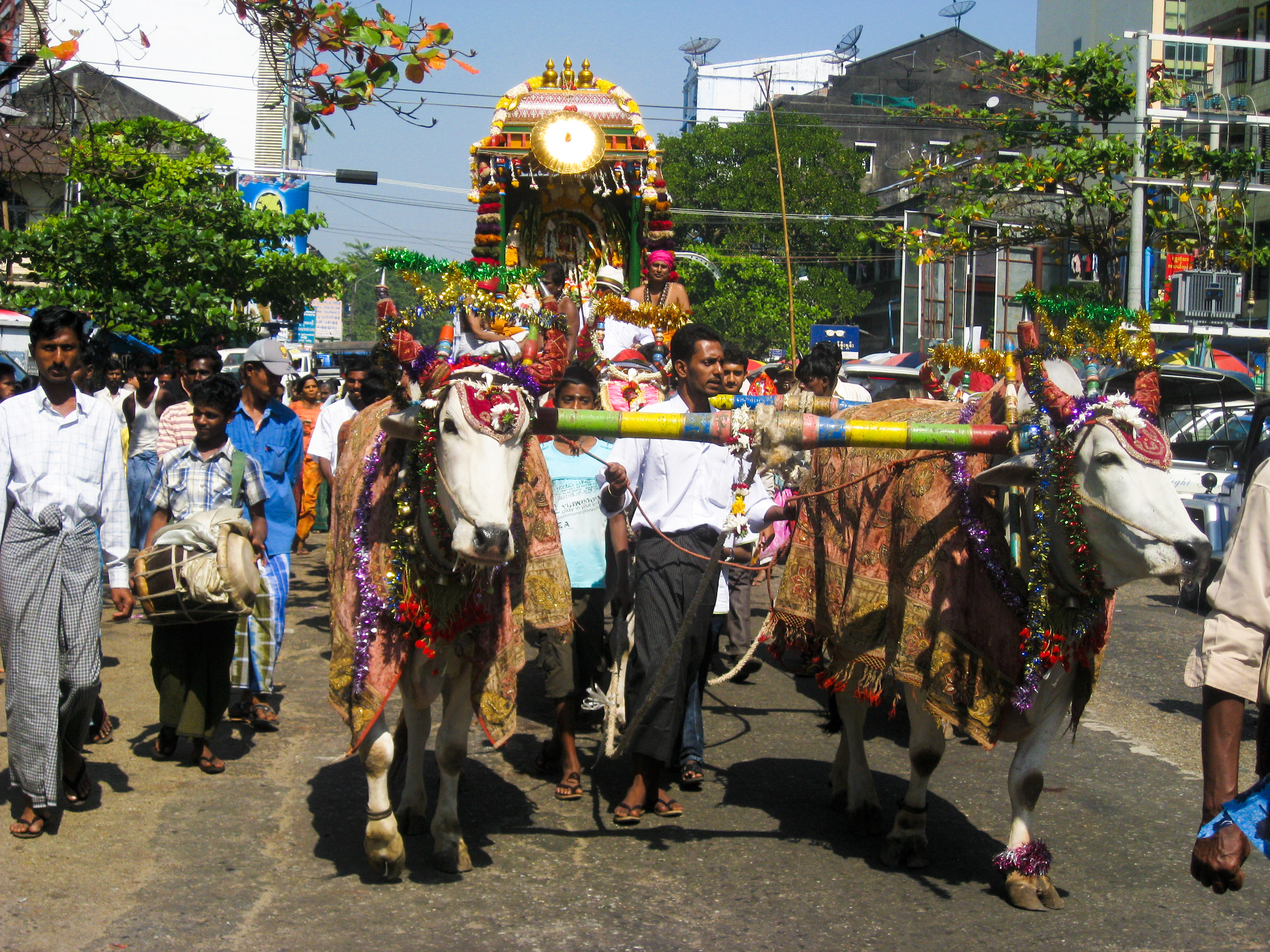
미얀마 양곤의 힌두교 행사 행렬

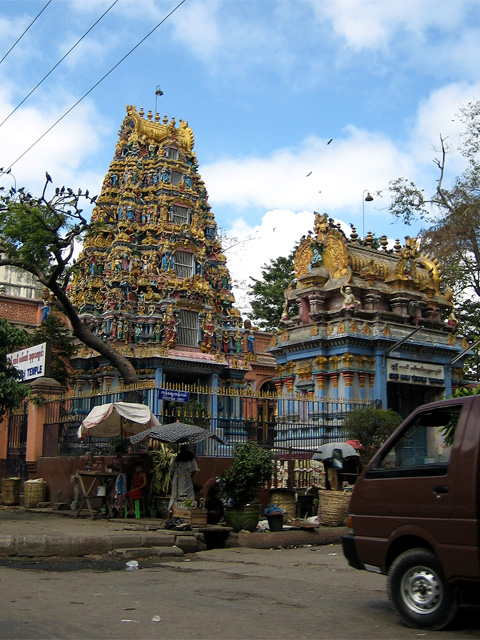
양곤의 슈리 칼리 사원

힌두교는 전체 인구의 0.5%가 따르고 있다. 미얀마의 힌두교인 대부분은 인도계 미얀마인들이다.
힌두교는 고대 시대 기간 미얀마에서 지배적이었다. 불교가 이 땅에 도래한 이래로 힌두교는 쇠퇴하였지만, 일부 관습들과 축제들은 미얀마의 문화 일부로 남아 있다. 이 국가를 나타내는 두 명칭 모두는 힌두교를 뿌리로 두고 있으며, 버마의 경우는 고대 이 지역의 명칭인 '브라흐마 데샤'(Brahma Desha')에서 앞 부분에 대한 영국 식민지 당국의 공식 표음 표기법이었다. 브라흐마는 힌두교의 삼대신 중 하나로, 머리가 네 개 달린 신이다. '미얀마'라는 명칭은 '브라흐마'에 대한 이 지역 언어의 음역이 된 것이며 'b' 발음과 'm' 발음은 상호변동성을 띤다.
아라칸 (라킨) 요마는 미얀마와 인도 사이의 자연 산악 장벽으로, 힌두교로 힌두교와 불교 전파는 마니푸르를 통호 동남아시아 해상 교역상들을 통해 서서히 이뤄졌다. 힌두교는 바간 같은 도시들의 건축물에서 볼 수 있듯이 식민지 시대 이전 미얀마 왕궁에 엄청난 영향을 미쳤다. 마찬가지로, 미얀마어는 힌두교와 많은 관련성을 띠고 있는 산스크리트어와 팔리어 등에서 많은 단어를 수용하였다. 고대와 중세 때 도착한 사상과 문화 결합이 버마를 변화시켰던 반면에, 19세기와 20세기에는 백만 명이 넘는 힌두교인들을 영국 식민지 정부가 대농장과 광산에 종사시키도록 데려왔다. 영국 정부는 또한 유럽인들의 거주지 주변을 인도계 이주민들로 둘러싸게 한 것이 미얀마 토착인들의 절도와 약탈로부터 완충 및 어느 정도 안전성을 가져다줄 것이라 생각하였다. 1931년 인구 조사에 따르면, 랑군 (양곤)의 인구 55%가 인도계 이주민들, 주로 힌두교인들이었다. 영국으로부터 독립한 뒤, 네 윈이 이끄는 버마 사회주의 계획당은 제노포비아 정책들을 채택하고 1963년부터 1967년까지 미얀마에서 중국계 100,000명과 더불어 인도계 민족 (힌두교인과 불교) 300,000명을 추방하였다. 미얀마 내 민주주의 시위를 지지하는 인도의 정책은 힌두교인들에 대한 박해를 증가시켰고, 게다가 인도의 북동부 지역 좌익 반란군 단체들에 대한 미얀마의 보복성 지원으로 이어졌다. 1990년대 이후, 미얀마의 개방 및 경제 협력이 커지면서 미얀마의 힌두교인들 및 다른 소수 종교들에 대한 수용이 보편적 개선으로 이어졌다.
힌두교적 모습들은 심지어 불교적 문화가 우세를 이루고 있는 오늘날 미얀마에서 계속 이어지고 있다. 예시로, 떠자민은 힌두교의 신 인드라의 모습으로서 숭배를 받고 있다. 버마의 문학 역시도 라마야나를 미얀마식으로 각색한 야마 자토를 포함하여 힌두교를 통해 번성하였다. 여러 힌두교의 신들도 마찬가지로 많은 미얀마인들에게 숭배를 받고 있는데, 지식의 여신인 사라스바티 (미얀마어로 Thuyathadi )는 시험 전에 보통 숭배를 받으며, 시바는 Paramizwa라 불리고, 비슈누는 'Withano'으로 불리고 있다. 힌두교의 여러 사상들은 미얀마 문화에서 발견되는 37명의 나트의 일부를 이루고 있다.
오늘날 미얀마에서, 대부분의 힌두교인들은 양곤과 만달레 등 도심에서 발견된다. 옛 힌두 사원들은 미얀마의 다른 지역들에도 존재하며, 바간 지역 내 비슈누에게 봉헌된 11세기의 낫라웅 짜웅 사원 등이 있다.

## 유대교
미얀마의 유대인들이 한때 수천 명에 이르렀으나, 현재는 미얀마의 유일한 시나고그가 위치한 양곤에 대략 20여 명에 불과하다. 무스메아 에슈아 시나고그는 남은 십여 명의 가정 및 유대인 및 외국인 관광객들을 위해 운영되고 있으며, 많은 이들이 민얀에 출석을 하고 있지는 않다. 대다수의 유대인들은 제2차 세계대전 발발 때 미얀마를 떠났고, 미얀마에 남아 있던 유대인들 대부분은 2차 세계대전이 1945년에 종전된 이후에도  미얀마에 남아 있던 유대인들 대부분은 1962년에 네 윈 장군이 정권을 장악한 뒤로는 이 지역을 떠났다.

## 이슬람교

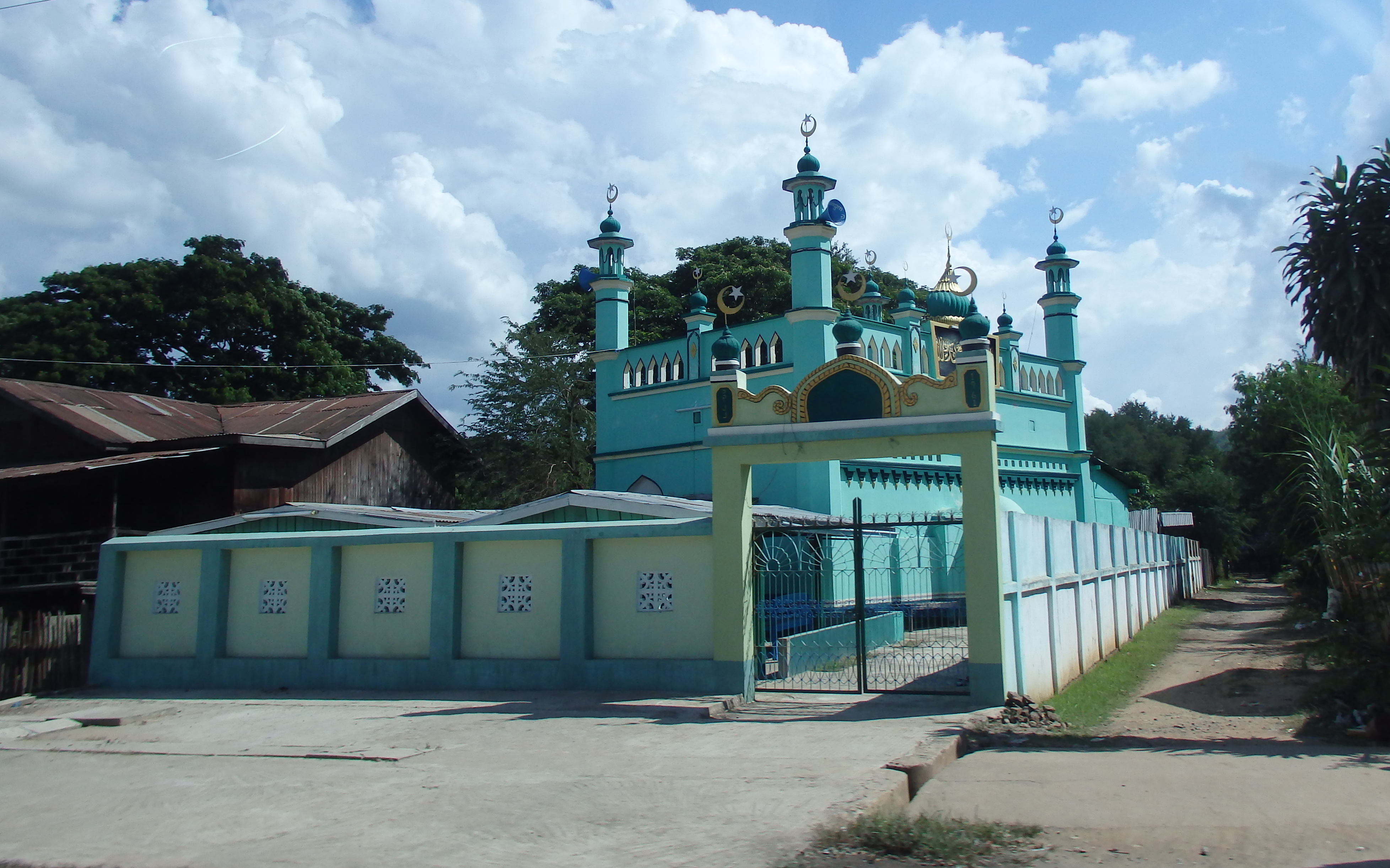
사가잉 지역의 인마빈에 있는 모스크

이슬람교, 그 중에서도 대부분이 수니파 계열인 미얀마의 이슬람교는 가장 최신 자료인 2014년 인구 조사에 따르면 전체 인구의 2.3%가 따르고 있다. 미얀마의 무슬림 인구는 종교적 박해를 겪고 있다.
대략 이슬람교를 믿는 로힝야인 800,000명이 미얀마에 거주하는 가운데 대략 80%가 라카인 서부 지역에 거주한다. 미얀마 군대는 1940년대 이래로 미얀마 서부 지역에 비무슬림 구역을 만들기 위한 시도로서 이들을 살해하고 미얀마 땅에서 쫓아내고 있다.
1970년대에 들어서서, 방글라데시 독립 전쟁 기간이던 1971년에 다시 한번 봉기가 발생하였다. 최근 들어서서는, 다수의 언론 보도에 따르면, 미얀마의 이슬람교 집단들은 아라칸 북부에 독립 국가 및 자치 국가를 세울 목표를 세웠다고 한다.
민주 및 군부 정부를 비롯한 이어진 정권들은 라카인 (아라칸)북부 지역의 이슬람교도들인 로힝야인들에게 시민권을 부여하지 않았다. 이들에게 시민권을 부여하자는 주장은 불교도가 주를 이루는 아라칸족들과의 분쟁으로 좌초되고 있다. 2017년, 미얀마 군대가 라카인주의 로힝야인들에 대한 탄압에 나섰고 2022년에, 미국 국무부는 미얀마의 군부가 로힝야인들을 상대로 인종 학살 및 인류 범죄를 저질렀다고 판단하였다. 추정치 로힝야인 160만 명이 방글라데시, 태국, 인도 등으로 피난을 떠나고 있으며 2022년 말쯤, 유엔난민기구는 대략 로힝야인 148,000명이 미얀마의 강제 이주 캠프에 있다고 발표하였다.
미국 국무부의 2022년 국제 종교의 자유 보고서에 따르면, 미얀마의 이슬람교인은 약 4%라고 한다.
이슬람교인들은 미얀마 내 소규모 공동체로 퍼져 있다.
주요 집단
- 영국 식민지 시절 인도계 후손들인 이슬람교도는 주로 양곤에 거주한다.
- 미얀마 서부에 위치한 라카인주 북부의 무슬림계 소수 민족 집단 로힝야인. 로힝야인들은 주로 라카인주 북부의 마웅도, 부띠다웅, 라테다웅, 아캅, 짜욱또 등 도시들에 집중되어 있다.
- 미얀마계 중국인 이슬람교도들인 빤데, 중국계 후이족
- 코따웅의 말레이계 이슬람교인. 말레이계 사람들을 이 지역에서는 종교에 상관없이 '파슈'(Pashu)로 불린다.
- 제버디(Zerbadi) 이슬람교인들은 외국인 무슬림 남성 (동남아 및 중동)과 미얀마인 여성 간의 통혼으로 생긴 후손들의 공동체이다.[31]
- 라카인의 소수 민족인 카메인족.
- 인도계 미얀마인, 페르시아인, 아랍인 등을 비롯한 여러 소수 집단들.

## 종교의 자유
2022년에, 미얀마는 종교의 자유 4점 중 1점을 기록하였고 반면 미얀마 헌법은 종교의 자유를 보장하고 있음에도, 실질적으로 정부는 종교 단체들에 간섭을 하고 있고 집회 허가에 대한 거부 및 선교 행위 제한, 반이슬람교 마 바 타가 비무슬림 마을을 설치하는 것을 허용하는 등의 행동들을 통해 소수 집단들에 대한 차별을 벌이고 있다.
2023년, 미얀마는 기독교인들에게 최악의 장소 14위에 올랐다. 기독교 소수 집단들은 현재 진행형인 2021년 미얀마 내전의 타깃이 되고 부적절한 영향을 받고 있다. 특히, 이 목표가 된 폭력은 기독교인들이 다수인 친주에서 심각하며, 많은 기독교인들은 인접 국가들, 특히 인도 북동부로 피난을 가야만 했다.
2023년 3월, 세계기독교연대는 쿠데타 이래로 20,000명이 체포되었고 130만 명이 강제 이주에 놓였으며, 교회, 사원, 모스크 등이 파괴되었다고 언급했다.

## 같이 보기
- 미얀마의 민속 신앙

## 참조
1. ↑  열거 및 비열거 인구 (51,486,253명)를 포함한 추정치 전체 인구를 근거로 하고 라카인주의 비열거 인구가 이슬람교를 따른다는 가정으로 함.